# Chaetaspidia convexifrons
Chaetaspidia convexifrons är en tvåvingeart som först beskrevs av Borgmeier 1960.  Chaetaspidia convexifrons ingår i släktet Chaetaspidia och familjen puckelflugor.
Artens utbredningsområde är Costa Rica. Inga underarter finns listade i Catalogue of Life.